# Estación de Arroyo Culebro
Arroyo Culebro es una estación de la línea 12 del Metro de Madrid ubicada en la barriada homónima del Sector III (distrito Buenavista) de Getafe (España).

## Historia
La estación abrió al público el 11 de abril de 2003.
Desde el 6 de julio de 2014, Arroyo Culebro se convirtió en terminal de la línea 12 por las obras de mejora de las instalaciones entre esta estación y Los Espartales. El motivo de estas obras fue la reposición y mejora de las condiciones existentes en la plataforma de vía con una serie de trabajos de consolidación, sustitución del sistema de fijación de la vía, impermeabilización del túnel e incremento de la capacidad de la red de drenaje. Las actuaciones permitirán que los trenes puedan duplicar su velocidad al pasar por este tramo, llegando a circular a más de 70 km/h. El servicio se restableció el 8 de septiembre de 2014.
Entre el 21 de junio y el 5 de septiembre de 2021 permaneció cerrada por el corte de la línea entre Hospital de Móstoles y Conservatorio para llevar a cabo obras de reparación en la infraestructura. Se habilitó un Servicio Especial de autobús gratuito con parada en el entorno de las estaciones afectadas.

## Accesos
Vestíbulo Arroyo Culebro
- Las Ciencias C/ Las Ciencias, 14 (esquina C/ Canarias, 143)
- Ascensor C/ Las Ciencias, 14 (esquina C/ Canarias, 143)

## Líneas y conexiones

### Metro
| << cabecera | < estación            | línea | estación >    | cabecera >> |
| ----------- | --------------------- | ----- | ------------- | ----------- |
| circular    | Parque de los Estados |       | Conservatorio | circular    |

### Autobuses
| Diurnos |             |                                                      |                           |
| Línea   | Destino     | Parada                                               | Operador                  |
| 2       | Ambulatorio | 09937 Pº Juan José Rosón-Est. Arroyo Culebro (N.º 1) | Avanza Movilidad Integral |

| Diurnos   |                                                   |                                                                     |                           |
| Línea     | Destino                                           | Parada                                                              | Operador                  |
| 441       | Madrid (Plaza Elíptica)                           | 09937 Pº Juan José Rosón-Est. Arroyo Culebro (N.º 1)                | Avanza Movilidad Integral |
| 444       | Getafe (Sector III) (Calle de las Islas Canarias) | 12471 Islas Canarias-Est. Arroyo Culebro (Senda del Payaso Fofó, 1) | Avanza Movilidad Integral |
| 444       | Madrid (Plaza Elíptica)                           | 12472 Islas Canarias-Est. Arroyo Culebro (N.º 145)                  | Avanza Movilidad Integral |
| Nocturnos |                                                   |                                                                     |                           |
| Línea     | Destino                                           | Parada                                                              | Operador                  |
| N801      | Getafe (Buenavista - Sector III) Madrid (Atocha)  | 12472 Islas Canarias-Est. Arroyo Culebro (N.º 145)                  | Avanza Movilidad Integral |